# ماتیاس ویگاند
ماتیاس ویگاند (انگلیسی: Matthias Wiegand؛ زادهٔ ۲۲ آوریل ۱۹۵۴) دوچرخه‌سوار اهل آلمان است.
وی در مسابقات کشوری و بین‌المللی در مجموع برندهٔ ۲ مدال طلا، ۱ مدال نقره شده است.